# シベリウス音楽院
シベリウス音楽院（シベリウスおんがくいん、英語: Sibelius Academy、公用語表記: Sibelius-Akatemia）は、ヘルシンキに本部を置くフィンランドの音楽大学。1882年創立、1882年大学設置。

## 沿革
1882年、ヘルシンキ音楽院（Helsingfors musikinstitut）として設立され、1939年、フィンランドの著名な作曲家であるジャン・シベリウスに由来する現在の校名に改称された。フィンランドでは唯一の音楽大学である。ヨーロッパの音楽大学の中では有数のマンモス校であり、学生数はおよそ1700人である。

## 学位
シベリウス音楽院における主要学位は音楽修士号（Master of Music、MMus）である。また、音楽院は芸術および研究専攻のための大学院課程の学位：Licentiate of Arts in Music [Lic.A. (Mus.)] と Doctor of Arts in Music [D.A. (Mus.)] を授与している。

## ジュニア・アカデミー
ジュニア・アカデミーは、フィンランド国内の優秀な学童のために開かれている。実質上、国際的に知られたフィンランドの全ての音楽家は、青年期をこのジュニア･アカデミーで過ごしていると言ってよい。生徒一人一人のカリキュラムが異なるため、実際の教育プログラムでは無い。授業は通常、土曜日に開かれる。130人の学童のうち、約半数は週末のジュニア・アカデミーの音楽レッスンのためにヘルシンキ都市圏外からやって来る。教授は、通常の学生の独奏レッスンと同じ方法（専門楽器による週2時間の指導）で学童に授業を行う。作曲法やジャズ、民族音楽の勉強が取り組まれることもあり、また、オーケストラ演奏、室内楽、音楽理論もジュニア・アカデミーで教えられる。

## フィンランドでの地位
フィンランド音楽学界は、シベリウス音楽院の役割について、単一の機関が国内の重要な役割を背負っていることは特異だとして、多くの論争を巻き起こしている。フィンランド政府がシベリウス音楽院を支えているために、音楽院には実質上の競争相手が存在せず、その結果として、フィンランド国内の優れた学生はシベリウス音楽院を選ばざるを得ない状況に陥っている。複数の大学間による健全な競争が欠如している現状が、好ましいものであるとは看做されていない。しかし、音楽院の学生の中では競争が極めて激化しており、国際的な音楽コンクールの優勝者数に関して言えば、ベルリンのベルリン芸術大学、ロンドンの英国王立音楽院（RAM）、モスクワのモスクワ音楽院、フィラデルフィアのカーティス音楽院と並び、世界でも上位5校に数えられている。
シベリウス音楽院では学費が存在せず、学生は24時間使えるグランドピアノが置かれたリハーサル室に自由に出入りが出来る。器楽の全学生は週末の Kallio-Kuninkala での室内楽に無料で参加することも推奨されている。Kallio-Kuninkala はヘルシンキの30キロメートル北部に位置する古く美しい荘園である。シベリウス音楽院交響楽団はフィンランドや国外の一流指揮者によって指揮される主要オーケストラである。弦楽器及び管楽器の奏者は全てこの交響楽団に毎学期参加することが義務付けられている。Helmi Vesa ピアノコンクールが半年に1回、Maj Lind 国際ピアノコンクールも同様に音楽院によって催される。

## 著名な教師及び卒業生
- リンダ・ブラーヴァ Linda Brava、ヴァイオリン奏者
- ソイレ・イソコスキ Soile Isokoski、ソプラノ歌手
- マグヌス・リンドベルイ Magnus Lindberg、作曲家
- カリタ・マッティラ Karita Mattila、ソプラノ歌手
- オッリ・ムストネン Olli Mustonen、ピアノ奏者
- アルト・ノラス Arto Noras、チェロ奏者
- サカリ・オラモ Sakari Oramo、ロイヤル・ストックホルム・フィルハーモニー管弦楽団の首席指揮者兼芸術顧問
- ヨルマ・パヌラ Jorma Panula、指揮者、作曲家、教師
- エサ＝ペッカ・サロネン Esa-Pekka Salonen、フィルハーモニア管弦楽団の首席指揮者
- ユッカ＝ペッカ・サラステ Jukka-Pekka Saraste、ケルンWDR交響楽団の首席指揮者
- オスモ・ヴァンスカ Osmo Vänskä、ミネソタ管弦楽団の音楽監督兼首席指揮者
- カイヤ・サーリアホ Kaija Saariaho、作曲家
- マッティ・サルミネン Matti Salminen、バス歌手
- レイフ・セーゲルスタム Leif Segerstam、ヘルシンキ・フィルハーモニー管弦楽団の名誉客演指揮者
- アンッティ・シーララ Antti Siirala、ダブリン、リーズ、ベートーヴェン国際ピアノコンクール優勝者
- タルヤ・トゥルネン Tarja Turunen、ソプラノ歌手。元ナイトウィッシュの歌手。
- エリナ・ムストネン Elina Mustonen、ハープシコード奏者。オッリ・ムストネンの姉。
- パーヴォ・ロトヨネン Paavo Lötjönen、アポカリプティカのチェリスト
- アリヤ・サイヨンマ Arja Saijonmaa、歌手
- ベアンテ・ボーマン　Berndt Bohman、東京交響楽団首席チェリスト